# Маштоц (книга)
Маштоц (арм. Մաշտոց) — богослужебная книга Армянской апостольской церкви, содержащая каноны церковных обрядов, чинопоследования таинств и прочих священнодействий, а также специальные молитвы и благословения. Аналог «Требника». 
Был составлен в конце IX века католикосом Маштоцом Егивардеци. Обогащению содержания  в будущем способствовали Григор Мартиролюб, Нерсес Шнорали, Григор Татеваци и другие. Помимо проповедей и молитв армянских авторов в сборник вошли также переводы сочинений Василия Кесарийского, Григория Назианзина, Ефрема Сирина и Кирилла Иерусалимского. По содержанию различают три вида
1. «Покр Маштоц» (арм. Փոքր Մաշտոց, Малый Маштоц) или «Ардзерн Маштоц» (арм. Առձեռն Մաշտոց, Маштоц под рукой) — включает таинства совершаемые иереями (крещение, миропомазание, бракосочетание, погребение усопших, обычные благословения, и т.д.).
2. «Майр Маштоц» (арм. Մայր Մաշտոց, Мать Маштоц) — включает совершаемые епископами обряды и благословения  (хиротонии, освящение церквей, погребение священнослужителей, и т.д.).
3. «Айр Маштоц» (арм. Հայր Մաշտոց, Отец Маштоц) — включает обряды и благословения католикосов (помазание царей, рукоположение в епископы, благословение миро, и т.д.).

«Майр Маштоц» и «Айр Маштоц» вместе именуются также «Мец Маштоц» (арм. Մեծ Մաշտոց, Большой Маштоц) или «Маштоц Дзернадрутян» (арм. Մաշտոց Ձեռնադրության, «Маштоц рукоположения»).
В Маштоцах содержится богатый музыкальный материал, восходящий к Псалтырю. Претерпев в течение веков значительную эволюцию, в XIV—XV веках сборник включал уже не только псалмы и шараканы, но, наряду с аналогичными духовными песнопениями, в нём появились таги, гандзы и вохбы светского содержания. В рукописях основной текст, как правило, прерывается нотированными песнями и гимнами.
Сохранился в многочисленных рукописях, наилучшим из которых, с художественной точки зрения, считается иллюстрированная Торосом Рослином рукопись 1266 года. Впервые опубликован Абгар Дпиром в 1569 году в Константинополе, существуют также несколько ранних изданий XVII века.
- Миниатюры из «Маштоца» Тороса Рослина, 1266 год
- Переход через Красное море
- Архангел Михаил и три отрока
- Пророк Иона и жители Ниневии
- Смерть апостола Иоанна